# FalleN (gamer)
FalleN, de son vrai nom Gabriel Toledo, est un joueur brésilien de Counter-Strike: Global Offensive né le 30 mai 1991. Il évolue au sein de l'équipe Imperial Esports en tant que sniper et leader.
Actif à partir du milieu des années 2000 sur Counter-Strike, il mène sur Global Offensive son équipe à deux victoires en major.

## Biographie
La carrière de FalleN commence en 2005 au sein de l'équipe crashers. Ses performances en tant que sniper de l'équipe lui permettent de passer professionnel en 2009. Il joue alors dans l'équipe playArt, notamment aux côtés de Lincoln « fnx » Lau.
Sur Counter-Strike: Global Offensive, il dispute son premier major à l'occasion de l'ESL One: Katowice 2015, avec l'équipe Keyd Stars, dont il est le leader. L'équipe est éliminée en quart de finale par Virtus.pro.
En 2016, il remporte deux majors avec le même groupe de joueurs : le MLG Major Championship: Columbus 2016 sous les couleurs de Luminosity Gaming et l'ESL One Cologne 2016 avec SK Gaming. À la fin de l'année, le site HLTV lui attribue la deuxième place dans son classement des meilleurs joueurs de l'année, derrière son coéquipier Marcelo « coldzera » David.
Il rejoint en janvier 2021 l'équipe nord-américaine Team Liquid, sa première expérience dans une équipe non-brésilienne. Après une année de résultats médiocres, FalleN décide de partir retrouver deux de ses anciens coéquipiers de chez SK Gaming, fnx et Fernando « fer » Alvarenga, pour former une nouvelle équipe brésilienne, The Last Dance, finalement renommée Imperial Esports.

## Palmarès
- MLG Major Championship: Columbus 2016
- DreamHack Austin 2016
- ESL Pro League Season 3 Finals
- ESL One Cologne 2016
- cs_summit Spring 2017
- IEM Sydney 2017
- DreamHack Open Summer 2017
- ECS Season 3 Finals
- ESL One Cologne 2017
- EPICENTER 2017
- BLAST Pro Series Copenhagen 2017
- ESL Pro League Season 6 Finals
- ZOTAC Cup Masters 2018 Grand Finals